# Alexander City
Alexander City és una ciutat del Comtat de Tallapoosa a l'estat d'Alabama (Estats Units d'Amèrica).

## Demografia
Segons el cens del 2007 tenia 14.950 habitants.
Segons el cens del 2000, Alexander City tenia 15.008 habitants, 6.152 habitatges, i 4.134 famílies. La densitat de població era de 149,3 habitants/km².
Dels 6.152 habitatges en un 29,7% hi vivien nens de menys de 18 anys, en un 47,9% hi vivien parelles casades, en un 16,2% dones solteres, i en un 32,8% no eren unitats familiars. En el 30,3% dels habitatges hi vivien persones soles el 13,8% de les quals corresponia a persones de 65 anys o més que vivien soles. El nombre mitjà de persones vivint en cada habitatge era de 2,36 i el nombre mitjà de persones que vivien en cada família era de 2,94.
Per edats la població es repartia de la següent manera: un 24,2% tenia menys de 18 anys, un 7,8% entre 18 i 24, un 26,2% entre 25 i 44, un 22,8% de 45 a 60 i un 18,9% 65 anys o més.
L'edat mediana era de 39 anys. Per cada 100 dones hi havia 84,6 homes. Per cada 100 dones de 18 o més anys hi havia 78,3 homes.
La renda mediana per habitatge era de 29.309 $ i la renda mediana per família de 38.881 $. Els homes tenien una renda mediana de 30.392 $ mentre que les dones 20.705 $. La renda per capita de la població era de 17.305 $. Aproximadament el 15% de les famílies i el 16,7% de la població estaven per davall del llindar de pobresa.

## Poblacions properes
El següent diagrama mostra les poblacions més properes.